# Oblats de Saint-Vincent-de-Paul
Les Oblats de Saint-Vincent-de-Paul forment un institut religieux clérical de droit diocésain et de spiritualité vincentienne. Il est composé de pères et de frères. Il a pour vocation première de venir en aide aux besoins de la jeunesse défavorisée et des pauvres. L'évangélisation des enfants et des familles des milieux populaires est l'une de ses priorités.

## Historique
L'Institut a été fondé en 2008 après la scission d'une vingtaine de pères et frères de la Province de France des religieux de Saint-Vincent-de-Paul. Il a été érigé canoniquement dans le diocèse de Belley-Ars par Mgr Bagnard.
Il est réparti en trois communautés : une à Bourg-en-Bresse, une au Puy-en-Velay et une troisième à La Roche-sur-Yon (diocèse de Luçon), qui abrite ses services généraux et sa maison de formation (noviciat et scolasticat).